# Flugunfall der Antonow An-2 CCCP-79816 der Aeroflot
Das Flugzeug Antonow An-2 CCCP-79816 der russischen Aeroflot verunfallte  am 7. September 1966. Es befand sich während eines Forschungsflugs in  der Tadschikischen Sozialistischen Sowjetrepublik von Duschanbe nach Murghob in einem  Gebirgstal, als ein Brand an Bord entstand. In dessen Folge kam es zu einer Kollision mit einem Berg, wonach es abstürzte und alle sechs Insassen ums Leben kamen.

## Maschine
Bei der betroffenen Maschine handelte es sich um eine Antonow An-2T aus sowjetischer Produktion, die zum Zeitpunkt des Unfalls 5 Jahre und 4 Monate alt war. Die Maschine trug die Werksnummer 116047304 und die Modellseriennummer 160-04. Das Roll-Out erfolgte am 30. April 1961. Am 12. Mai 1961 war die Maschine an die tadschikische Abteilung der Aeroflot übergeben worden und erhielt bei dieser das Luftfahrzeugkennzeichen CCCP-79816. Das einmotorige Mehrzweckflugzeug mit STOL-Eigenschaften war mit einem Neunzylinder-Sternmotor des Typs Schwezow ASch-62IR ausgerüstet. Bis zum Zeitpunkt des Unfalls hatte die Antonow 5.087 Betriebsstunden absolviert, auf die 7.483 Starts und Landungen entfielen.

## Insassen, Flugzweck und Fracht
Mit der Maschine wurde an diesem Tag ein Frachtflug im Auftrag der geologischen Erkundungsexpedition für das Pamir-Gebirge durchgeführt. Ziel des Fluges war es, 1500 kg Brennholz von Murghob in die Basardar-Winterquartiere zu transportieren, welche sich 45 Kilometer südwestlich der Stadt befanden. Am Flughafen in Duschanbe wurden 3 Fässer mit Flugbenzin an Bord geladen, um das Flugzeug an den Einsatzpunkten zu betanken, sowie weitere Fracht. Das Gesamtgewicht der zugeladenen Fracht betrug 682 kg. Ebenfalls an Bord waren 4 Servicekräfte als Passagiere, welche 40 kg Gepäck mit an Bord gebracht hatten. Beim Start der Maschine vom Flughafen Duschanbe um 09:08 Uhr war das maximale Startgewicht um 223 kg überschritten.

## Wetter
Der Flug wurde in einer Höhe von 4000 Metern bei klarem Wetter und Sichtweiten von 10 Kilometern durchgeführt. Der Wind in 4000 Metern Höhe wehte aus westlicher Richtung mit Geschwindigkeiten von 30 bis 40 km/h.

## Unfallhergang
Um 11:30 Uhr meldete die Besatzung, dass sie Ruschan in 4.000 Metern Höhe überflog. Der Fluglotse erteilte eine Freigabe zum Weiterflug nach Murghob, da vor dem Abflug vereinbart worden war, dass der Kapitän bei klarem Wetter auf der Strecke von Ruschan nach Murghob den Saressee überfliegen würde. Als der Lotse die Besatzung der Maschine um 12 Uhr vor einem entgegenkommenden Hubschrauber des Typs Mil Mi-4 warnte, teilte ihm der Kapitän der Antonow mit, dass er sich zwischen Ruschan und Murghob befand.
Der Flugkapitän der Antonow An-2, Oslow, meldete um 12:16 Uhr der Flugsicherung in Chorugh, dass er den Saressee um 12:15 Uhr überflogen hatte. Um 12:21 Uhr meldete er der Flugsicherung in Duschanbe, dass er in 4.000 Metern Höhe flog. Nach dem Zusammenfluss des Murgab und des Sapadni Pschart („West-Pschart“), wo sich ein Ort befand, bei dem eine Landung der Maschine möglich gewesen wäre, flog die Antonow durch eine Schlucht hindurch, die zu beiden Seiten durch steile Gebirgskämme begrenzt war. Im nächsten Moment kam es an Bord zu einer Situation, die eine sofortige Notlandung erforderte. Der Kapitän versuchte, die Maschine aus dieser misslichen Lage herauszumanövrieren, indem er sie nach links abdrehte in der Absicht, eine Landung am Flussufer zu wagen. Das Manöver misslang jedoch, die Maschine kollidierte mit dem nördlichen Kamm der Schlucht und stürzte diesen ins Tal herunter. Alle Insassen kamen dabei ums Leben.

## Fund des Wracks und Unfalluntersuchung
Nachdem die Maschine nicht am Zielort eingetroffen war, wurde sie als vermisst gemeldet. Zwei Tage später, am 9. September 1966, entdeckte der Kapitän eines Hubschraubers des Typs Mil Mi-4 die ausgebrannten Überreste der vermissten Antonow am Ufer des Murgab, beim Zusammenfluss mit dem Sapadni Pschart. Die angezeigte Uhrzeit der im Rahmen der Unfalluntersuchung begutachteten Cockpitinstrumente war 12:35 Uhr (Ortszeit). Die Ermittler gingen davon aus, dass es sich hierbei um den Zeitpunkt des Unfalls handelte. Beim Flug einer scharfen Linkskurve mit einem Rollwinkel von 70 bis 80 Grad und einer auf 1.500 Umdrehungen pro Minute gedrosselten Motorleistung habe die Maschine zunächst mit den linken Tragflächen und gleich darauf mit dem Propeller und dem linken Fahrwerk den nördlichen Kamm des Canyons touchiert. Beim Kontakt dieser Baugruppen mit einem Fels wurden die linke untere Tragfläche und das linke Fahrwerk abgerissen, außerdem brachen die Propellerblätter ab. Als der Rumpf ebenfalls am Fels aufschlug, verformte er sich und brach entlang des 13. Spantes auseinander. Im nächsten Augenblick schlug das Triebwerk auf dem Felsen auf, woraufhin sich das Heck der Maschine um 180 Grad drehte. Die Maschine brach völlig auseinander und brannte entlang von 13 Spanten nieder. Da bei dem Unfall auch die Böden von zwei Fässern, in denen Benzin transportiert wurde, aufgeschlagen wurden und der Boden eines dritten gerissen war, verbrannte nach dem Aufprall auch das Benzin.

## Ursache
Die Ermittler stellten als Unfallursache einen Brand an Bord fest, der durch mitgeführte Gefahrgüter verursacht worden war. An der Absturzstelle wurde ein leerer, warmer Kanister vorgefunden, der dem Geologen M. gehörte und der mit Aceton befüllt gewesen war. Es wurden keine Anzeichen für eine Blasenbildung oder Explosion vorgefunden. Entlang des Trümmerfeldes fand man einen verbrannten Ladestock für die Fenstervorhänge des Laderaums sowie eine Eingangstür mit Spuren einer hohen Temperaturbelastung von innen und frischem Motoröl auf verbrannten Farbflächen. Es wurden zudem Kratzer von Steinen auf der verbrannten Haut des hinteren Rumpfes entdeckt. Eine unverbrannte Seite einer topografischen Karte, die am Unfallort gefunden wurde und ebenfalls dem Geologen M. gehörte, ließ darauf schließen, dass dieser Geologe, welcher die angegebene Karte aus seinen persönlichen Gegenständen genommen hatte, versehentlich den Kanister im Flug umgestoßen hat. Das ausgelaufene Aceton entzündete sich aufgrund der hohen Temperatur vom Triebwerk und einer Funkenbildung im Bereich eines Elektromotors oder des Spannungsreglers R-25A.
Als Unfallursache wurde die Entzündung des ausgelaufenen Acetons angegeben, wobei ein Verstoß gegen die Beförderungsvorschriften für Gefahrgüter vermerkt wurde. Zu dem Notfall an Bord sei es unglücklicherweise in einem Gebiet gekommen, in dem eine Notlandung praktisch ausgeschlossen war.